# Flughafen Tamanrasset

i7
i11
i13
Der Flughafen Tamanrasset (französisch Aéroport de Tamanrasset / Aguenar – Hadj Bey Akhamok, arabisch مطار تمنراست أقنار - حاج باي أخاموك, IATA-Code: TMR, ICAO-Code: DAAT) liegt etwa acht Kilometer nordwestlich der Stadt Tamanrasset im Süden Algeriens. Die Stadt ist die Hauptstadt der Provinz Tamanrasset.
Der Flughafen liegt auf einer Höhe von 1377 m über dem Meer. Vom Flughafen Tamanrasset bestehen Flugverbindungen zu zahlreichen weiteren algerischen Flughäfen. Des Weiteren dient der Flughafen den Algerischen Luftstreitkräften als Militärbasis.

## Zwischenfälle
- Am 11. April 1967 verunglückte eine Douglas DC-4 der Air Algérie (Luftfahrzeugkennzeichen 7T-VAU) auf dem Weg von Algier nach Tamanrasset, als sie nahe dem Zielflughafen in einen Berg flog. Von den 39 Insassen starben 35.[3]

- Am 18. September 1994 verunglückte eine BAC 1-11-515FB der nigerianischen Oriental Airlines (5N-IMO) beim vierten Landeversuch auf dem Flughafen Tamanrasset, wobei 5 der 39 Personen an Bord getötet wurden (siehe auch Flugunfall der Oriental Airways in Tamanrasset).[4]

- Am 1. August 1989 kam es mit einer Lockheed L-100-30 Hercules der Air Algérie (7T-VHK) auf dem Flughafen Tamanrasset-Aguenar zu einer sehr harten Landung, die in einem Ringelpiez endete. Das Flugzeug wurde irreparabel beschädigt. Alle vier Besatzungsmitglieder überlebten.[5]

- Am 6. März 2003 stürzte eine Boeing 737-200 der Air Algérie (7T-VEZ) nach einem Triebwerksausfall kurz nach dem Abheben vom Flughafen Tamanrasset ab. Nur einer der 103 Insassen überlebte den Unfall (siehe auch Air-Algérie-Flug 6289).[6]

- Am 30. August 2014 verunglückte eine Antonow An-12 der Ukraine Air Alliance (UR-DWF) drei Minuten nach dem Start nach einem technischen Zwischenstopp auf dem Flughafen Tamanrasset aus bisher ungeklärter Ursache in bergigem Gelände. An Bord befanden sich sieben Insassen, die alle ums Leben kamen.[7]